# Gora pri Pečah
Gora pri Pečah je naselje v Občini Moravče.